# Gondwana (país)
Gondwana fou el nom donat pels musulmans a la regió habitada pels gonds, després part de les Províncies Centrals i modernament repartida entre Vidarbha a Maharashtra, parts de Madhya Pradesh, parts de l'oest de Chhattisgarh i parts del nord d'Andhra Pradesh. S'esmenta també com Gondaranya.
Abul Fazl l'anomena Gondwana o Garha Katanka i diu que limitava a l'est amb Ratanpur (a Jharkhand) a l'oest amb Malwa, al nord amb Panna i al sud amb el Dècan; aquesta situació correspon aproximadament a l'altipla de Satpura. El territori encara estava sense explorar el 1853. Pels musulmans Gondwana era el país dels gonds o gondis, el poble dravídic, però segons el general Cunningham, aquestos no s'anomenen a si mateixos gonds sinó que es diuen koiturs, i considerà que podria derivar de Gauda, nom clàssic de part de les Províncies Unides i Bengala. Gauda és esmentat com a districte a Malwa i algunes inscripcions fan referència a reis de Gauda també a Malwa.
El 1901 hi havia més de dos milions de gonds quasi tots a les Províncies Centrals amb alguns a Madras, Bengala, Berar i Chhota Nagpur (Jharkhand). Eren el poble dravídic principal i van governar les Províncies Centrals per segles (entre el XIV i el XVIII). Ferishta esmenta als reis gonds de Kherla, molt rics i que van oferir esplèndids regals a Ahmad Shah, el sultà bahmànida. La dinastia de Garha-Mandla també va tenir molt de poder i la recaptació de Mandla pujava a 10 lakhs de rúpies; quan el castell de Chauragarh fou saquejat per un general d'Akbar el Gran el 1564, el botí segons Ferishta eren moltes joies, imatges d'or i plata i altres coses valuoses, cent gerres de monedes d'or i uns mil elefants. Aquestos estats van acabar dominats pels marathes al segle xviii i els gonds foren expulsats cap a les jungles i muntanyes inaccessibles fins que van reconèixer el poder maratha. Els gonds, que abans havien adquirit un bon grau de civilització, van esdevenir salvatges, cruels i traïdors, dedicats al saqueig dels grups petits que passaven per les seves muntanyes; als cims de les muntanyes Satpura van construir fortaleses inaccessibles, des de les quals feien incursions a les planes de Berar i la vall del Narbada; fins a l'establiment progressiu dels britànics a la segona meitat del segle xix no van esdevenir camperols.